# 鹤野刚士
鶴野剛士（日语：つるの 剛士，1975年5月26日—），日本男藝人，福岡縣北九州市出身，前男子組合羞恥心團員。經紀公司為太田製作。

## 經歷
他自小就對音樂和演藝圈感興趣，曾加入東京寶映藝人養成培訓所，高中即開始在不同小劇場演出，並以臨時演員的身分參與多部戲劇作品的拍攝。1994年7月，因拍攝連續劇《青春之影》而與主演的河相我聞相熟，並在此時因相關人士的介紹而進入太田製作。
1997年，因飾演特攝電視劇《超人帝拿》的男主角「飛鳥真」而開始受到注目，人氣急升る。2001年至2005年，於深夜時段主持電台節目《BPR5000》大獲好評，曾在直播時收到超過一萬件的傳真和留言。2007年，因知名主持人島田紳助於綜藝節目《クイズ!ヘキサゴン》、クイズ!ヘキサゴンII》的提議，進而發想與上地雄輔、野久保直樹（2010年宣佈引退）組成男子組合「羞恥心」而造成話題並爆紅；翌年，獲得第50屆日本唱片大獎特別獎，並登上第59回NHK紅白歌合戰舞台。
2011年1月8日，首度於日本武道館舉行個人演唱會。

## 人物
鶴野於福岡縣北九州市門司區出生，其後因父親工作異動，至5歲前都居住在廣島縣廣島市，6歲至12歲在大阪府高槻市生活，其後才搬遷至東京都練馬區。2008年起，在神奈川縣藤澤市生活。
2003年9月，和圈外的女造型師結婚。截自2016年6月，兩人已育有2男3女。
母親出身自豐後大神氏的支脈賀來氏，祖先曾侍奉戰國大名大友宗麟。漫畫家賀來友治為其表弟，兩人小時候便會一起玩耍。

## 戲劇演出
- 註：粗體字為主演

### 電視劇
- 青春之影（日语：青春の影 (テレビドラマ)） 第4話（1994年7月，朝日電視台） - 學生
- 16歲新娘（1995年10月 - 12月，朝日電視台） - 生徒
- 超人力霸王系列
  - 超人力霸王帝納（1997年9月6日 - 1998年8月29日，MBS、TBS電視台） - 飛鳥真 / 超人力霸王帝納（聲）
  - 超人力霸王列傳 第38話（2012年3月21日，東京電視台） - 飛鳥真
  - 超人力霸王歐布：始源傳奇（2016年12月26日-2017年3月13日，亚马逊） - 飛鳥真
- 世界ウルルン滞在記 VOL.9 つるの剛士 ボルネオ島のイバン族に…つるの剛士が出会ったinマレーシア1998
- 俺たち，ルームメイト（1999年6月4日・11日，日本電視台） - 主演
- 1999年版 前程錦繡 第5話（1999年8月，日本電視台） - 大學生
- おばあちゃま，壊れちゃったの? 第1話・2話・6話（2000年1月 - 3月，朝日電視台）
- ふしぎな話「三つのお願い」（2000年8月7日 - 11日，MBS） - 橋本敬司
- 新・夜逃げ屋本舗 第5話（2003年5月，日本電視台）
- 心はロンリー気持ちは「…」XI（2003年8月29日，富士電視台） - 刑警
- 齊藤太太 最終話（2008年3月，日本電視台） - 餐廳店員
- 81diver 第9話（2008年7月，富士電視台） - 粕谷義英
- お台場探偵羞恥心 ヘキサゴン殺人事件（2008年8月6日，富士電視台） - 本人
- 家有花樣男子X6（2009年4月14日 - 6月23日，富士電視台） - 國土豊
- 媽媽們的戰爭（2011年4月12日 - 6月21日，富士電視台） - 秋山拓水
- 超速パラヒーロー ガンディーン -（2021年6月26日 - 7月10日，NHK） - 森宮源

### 電影
- 恋と花火と観覧車（1997年） - ツトム
- 超人力霸王系列
  - 超人力霸王帝納：光之星的戰士（1998年） - 飛鳥真 / 超人力霸王帝納（聲）
  - 超人力霸王蓋亞：超時空之大決戰（1999年） - 超人力霸王帝納（聲）
  - 超人力霸王迪卡：最終聖戰（2000年） - 飛鳥真
  - 大決戰!超奧特8兄弟（2008年） - 飛鳥真 / 超人力霸王帝納（聲）
  - 大怪獸格鬥 超銀河傳說 THE MOVIE（2009年，ワーナー・ブラザース映画） - 飛鳥真 / 超人力霸王帝納（聲）
  - 超人力霸王傳奇（2012年） - 飛鳥真 / 超人力霸王帝納（聲）
  - 劇場版超人力霸王銀河S 決戰！超人10勇士！ -（2015年） -超人力霸王帝納（聲）
- うまれる（2010年） - ナレーション担当
- 神奇寶貝劇場版：比克提尼與黑英雄 捷克羅姆/白英雄 雷希拉姆（2011年） - 德雷多（声）
- 再一次說愛你（2014年） - 義男

## 争议
鹤野刚士曾被曝出于2017年8月15日（即日本投降72周年当天）参拜靖国神社，并曾多次转发点赞港独、台独言论，此举引起中国大陆奥迷的一片哗然与谴责。